# L'Anse-à-Beaufils
Pour les articles homonymes, voir Beaufils.
L'Anse-à-Beaufils est un hameau compris dans le territoire de la ville de Percé au Québec (Canada).

## Toponymie
Le lieu a été nommé d'après un noble français du nom de Bonfils. Ce noble aurait vécu au village au début de la colonie de la Nouvelle-France. Selon une légende, ce noble ressemblait beaucoup au roi de France et un grand mystère entourait son origine. Certains prétendaient qu'il était le frère jumeau de Louis XIV, le célèbre homme au masque de fer. Une autre explication serait qu'il puisse évoquer la « mémoire d'un capitaine de navire, La Marie-Joseph, Pierre Bonfils » qui s'est engagé pour le Canada en 1723. Le fait que le toponyme proviendrait de « beau-fils » ou gendre n'est pas à exclure. Finalement on mentionne dans Le Registre de Ristigouche : 1759-1795. Baie des Chaleurs et Acadie le mariage de « Aubin Bon fils de Jean Bon et de Louise Chicoine... avec Elizabeth Cannors » le 24 août 1793.
Fait à noter, l'approbation du toponyme « L'Anse-à-Beaufils » a été la première décision de la toute nouvelle Commission de géographie, ancêtre de la Commission de toponymie du Québec, le 5 décembre 1912.

## Histoire
Jusqu'en 1971, L'Anse-à-Beaufils est situé dans la municipalité de Cap-d'Espoir. En 1971, Cap-d'Espoir est annexé à la ville de Percé.

## Attraits
- Le magasin historique de la compagnie Robin datant de 1928[4],[5].

- La Vieille Usine, transformé en 1998 en salle de spectacles [6].
- La microbrasserie Pit Caribou

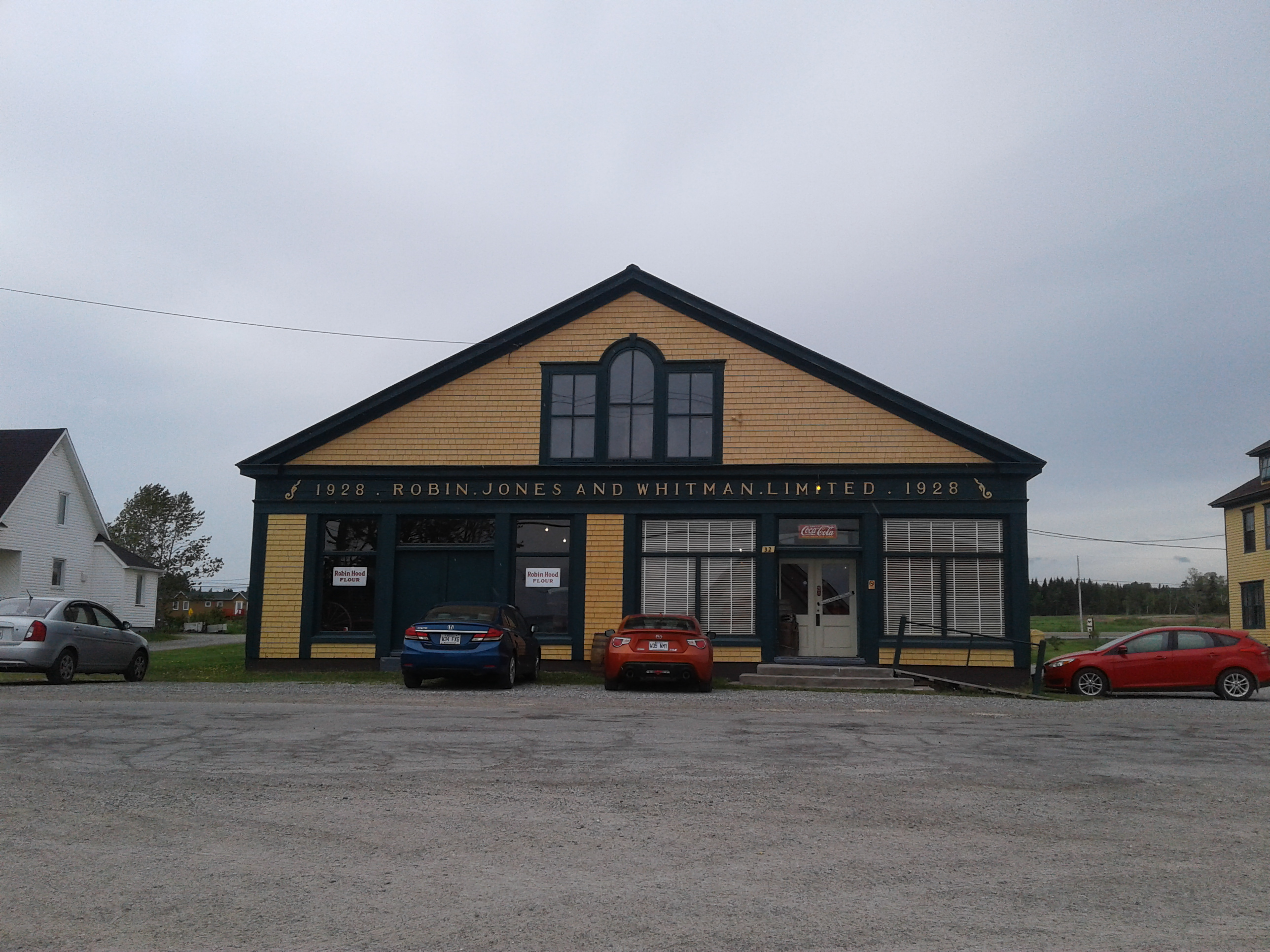
Magasin général Robin.
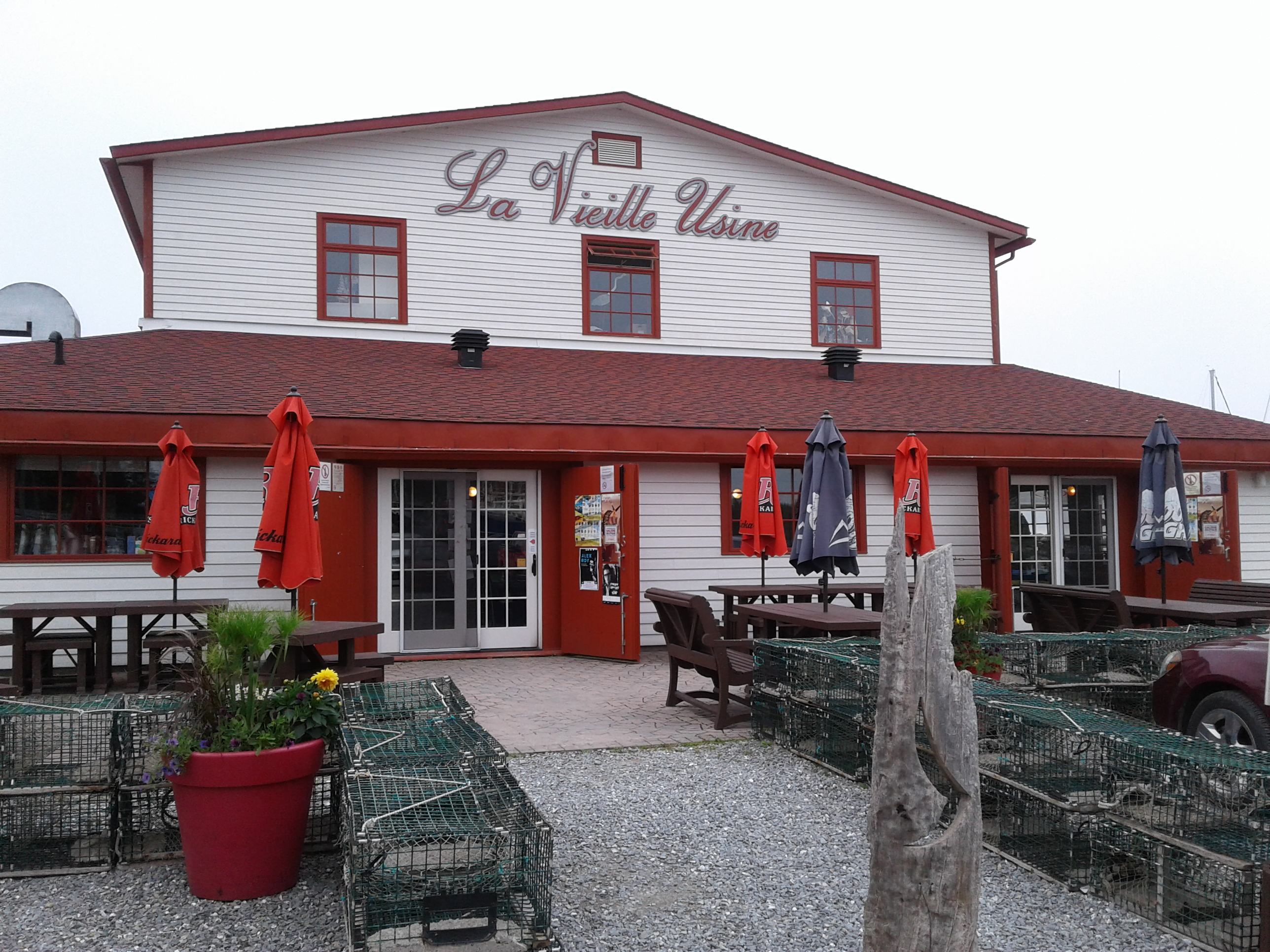
La Vieille Usine.
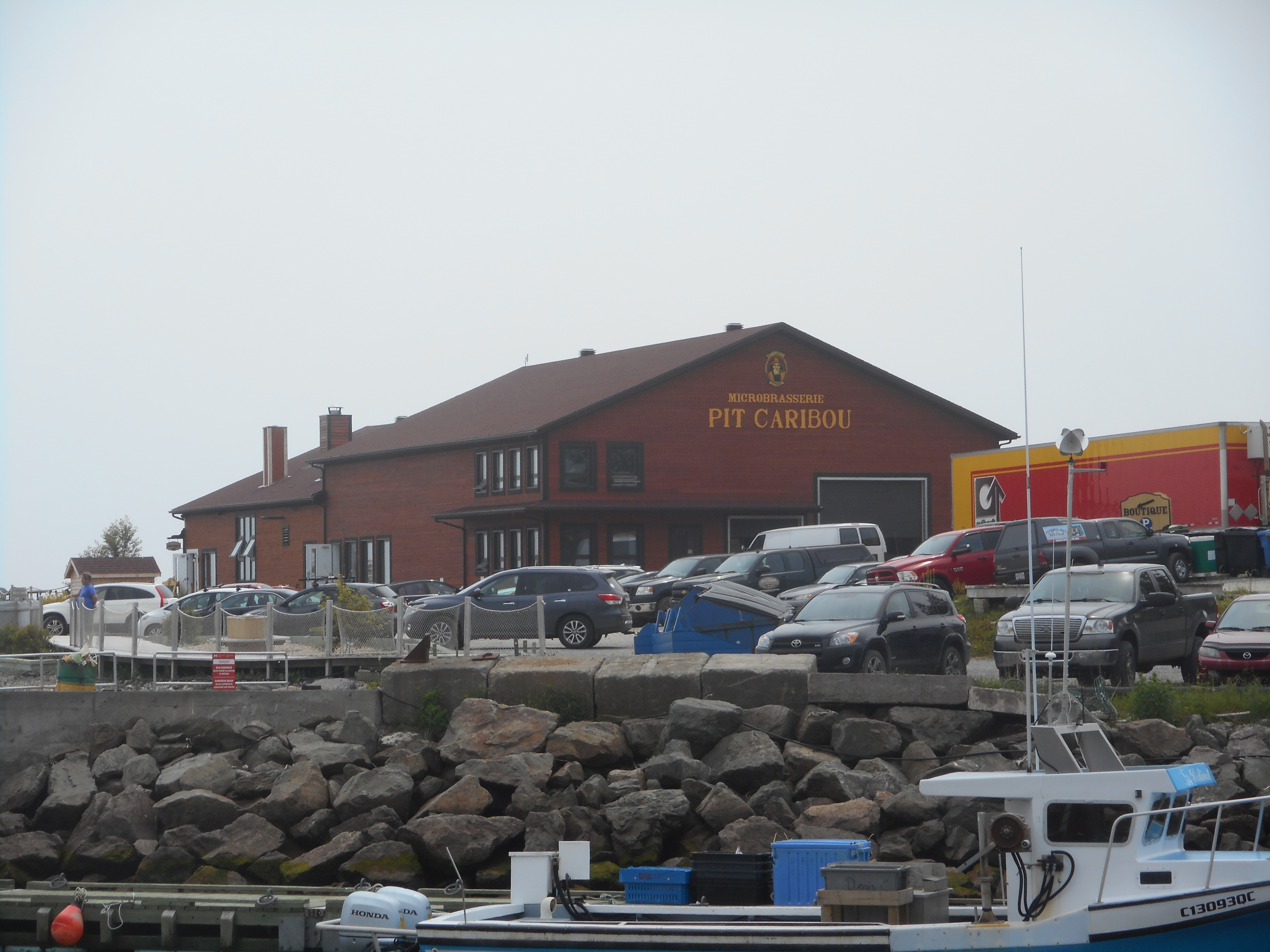
Microbrasserie Pit Caribou.

## Référence
1. ↑  Page L'Anse-à-Beaufils sur le site GrandQuebec.com
2. 1 2  « L'Anse-à-Beaufils », Banque des noms de lieux du Québec, sur Commission de Toponymie (consulté le 11 février 2012)
3. ↑  « Fiche descriptive », sur toponymie.gouv.qc.ca (consulté le 7 août 2021)
4. ↑  magasinhistorique.com
5. ↑  
dailymotion.com/video
6. ↑  La Vieille Usine de l'Anse-à-Beaufils